# Sklep z czerwonej cegły

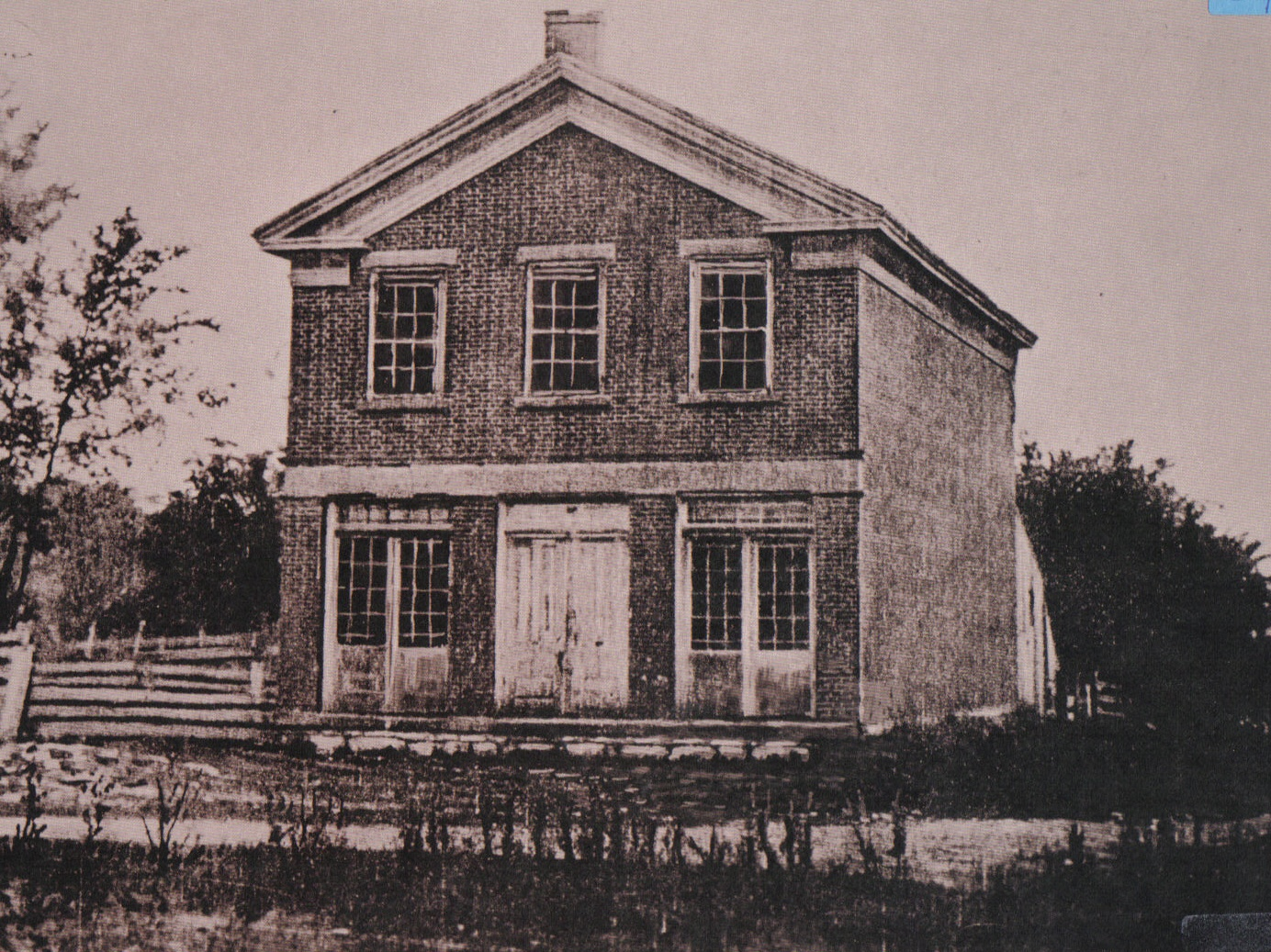
Sklep z czerwonej cegły

Sklep z czerwonej cegły (ang. Red Brick Store) – budynek znajdujący się w Nauvoo, w stanie Illinois (Stany Zjednoczone), zaprojektowany przez Józefa Smitha, Jr. – założyciela i proroka ruchu Świętych w Dniach Ostatnich. Sklep był własnością proroka Smitha.

## Oryginalny budynek
Zbudowany w 1841 r. przez Józefa Smitha budynek, stał się centrum aktywności ekonomicznej, społecznej, politycznej oraz religijnej wśród ówczesnych Świętych w Dniach Ostatnich. Drugie piętro sklepu służyło przez pewien czas jako siedziba Kościoła. W budynku Święci płacili dziesięciny oraz składali inne dary na rzecz Kościoła. W Sklepie z czerwonej cegły miało miejsce wiele ważnych wydarzeń z wczesnej historii ruchu Świętych w Dniach Ostatnich, m.in. założenie Kościelnej Organizacji Kobiet (17 marca 1842).

## Zniszczenie i odbudowa
Po męczeńskiej śmierci proroka Smitha, większość Świętych opuściło Nauvoo a Sklep popadł w ruinę. Ostatecznie został rozebrany, a cegieł użyto przy budowie innych budynków w Nauvoo. W 1980 r. Społeczność Chrystusa (Zreorganizowany Kościół Jezusa Chrystusa Świętych w Dniach Ostatnich) podjęła decyzję o odbudowie Sklepu w ramach projektu edukacji historycznej (miejsca związane z działalnością proroka Smitha i pierwszych Świętych) oraz utrwalania wczesnych dziejów Kościoła. Sklep został odbudowany na oryginalnych fundamentach i jest własnością Społeczności Chrystusa. W Sklepie kupić można te same rodzaje produktów, które były w nim sprzedawane za życia proroka Józefa Smitha. Otwarty jest dla zwiedzających.